# Пол Фіґ
Пол Семюел Фіґ (англ. Paul Feig; 17 вересня 1962 , Маунт-Клеменс, Мічиган ) ― американський режисер, продюсер, сценарист і актор. Чотирикратний номінант на прайм-тайм премію «Еммі» за сценарій до серіалу «Диваки і навіжені» та режисуру серіалу «Офіс». 
Відомий комедійними фільмами за участю Мелісси Маккарті, зокрема «Подружки нареченої» (2011), «Озброєні та небезпечні» (2013), «Шпигунка» (2015) та «Мисливці на привидів» (2016). Серед відомих режисерських робіт Пола Фіґа також є чорна комедія «Проста послуга» (2018) та романтична комедія «Щасливого Різдва» (2019).

## Життєпис
Фіґ створив комедійний серіал «Диваки і навіжені» (1999–2000) та «Інший космос» (2015). Також він знімав епізоди для серіалів «Офіс», «Уповільнений розвиток», «Косяки» та «Медсестра Джекі», а також деякі епізоди «Божевільних», «30 потрясінь», «Парків та зон відпочинку».
Як актор Фіґ відомий роллю радника Тіма в комедії «Важковаговики» (1995), а також ролями Боббі Вінна в ситкомі «Шоу Джекі Томаса» (1992–93) і містера Юджина Пула в ситкомі «Сабріна — юна відьма» (1996-97).
Пол Фіґ є одним із тих кіновиробників, що включили до свого контракту інклюзивний додаток.
У 2025 році зрежисував два фільми: сиквел до своєї чорної комедії «Проста послуга» (2018) «Ще одна проста послуга» та психологічний трилер «Служниця».